# Brug 511
Brug 511 is een kunstwerk in het Amsterdamse Bos. Het Amsterdamse Bos is een deel van de gemeente Amstelveen, terwijl de gemeente Amsterdam het beheer voert.
Een veelvoud van bruggen in dat bos is ontworpen door Piet Kramer, bruggenarchitect bij de Dienst der Publieke Werken en deze is zeer vermoedelijk ook door hem ontworpen. Er werden voor het Amsterdamse Bos allerlei bruggen ontworpen in serie (zoals de ballenbruggen van Kramer), maar ook unieke bruggen voor dit park. Daarbij kwamen er houten (waaronder brug 500), betonnen bruggen (zoals brug 501) en zelfs een enkele antiek uitziende ophaalbrug (zoals brug 504).
Brug 511 past dan weer niet in de bovengenoemde categorieën. De brug leidt een sober bestaan. Ze ligt over een zijwater aan de zuidzijde van de Bosbaan loopt. Ze geeft toegang van het terrein waar de (wedstrijd-)roeiers hun boten vanuit het botenhuis (ook ontworpen door de genoemde Dienst) naar de Bosbaan brengen en een veldje waar soms boten liggen. De brug is gebouwd op een houten paalfundering met betonnen landhoofden. Daarop steunen eikenhouten balken, die het rijdek van houten planken dragen. Vanuit het rijdek komen ronde balusters naar binnen gericht omhoog die de houten leuning dragen, die op enkelhoogte is gemonteerd. Ze heeft hetzelfde uiterlijk als de bruggen 509 en 510 aan de noordzijde van de Bosbaan.
De brug werd na de aanbesteding op 16 november 1936 in 1937 in een pakket van bruggen gebouwd. In dezelfde aanbesteding zaten brug 500, brug 502, brug 504, brug 507, brug 509, brug 510, brug 511 en brug 512.

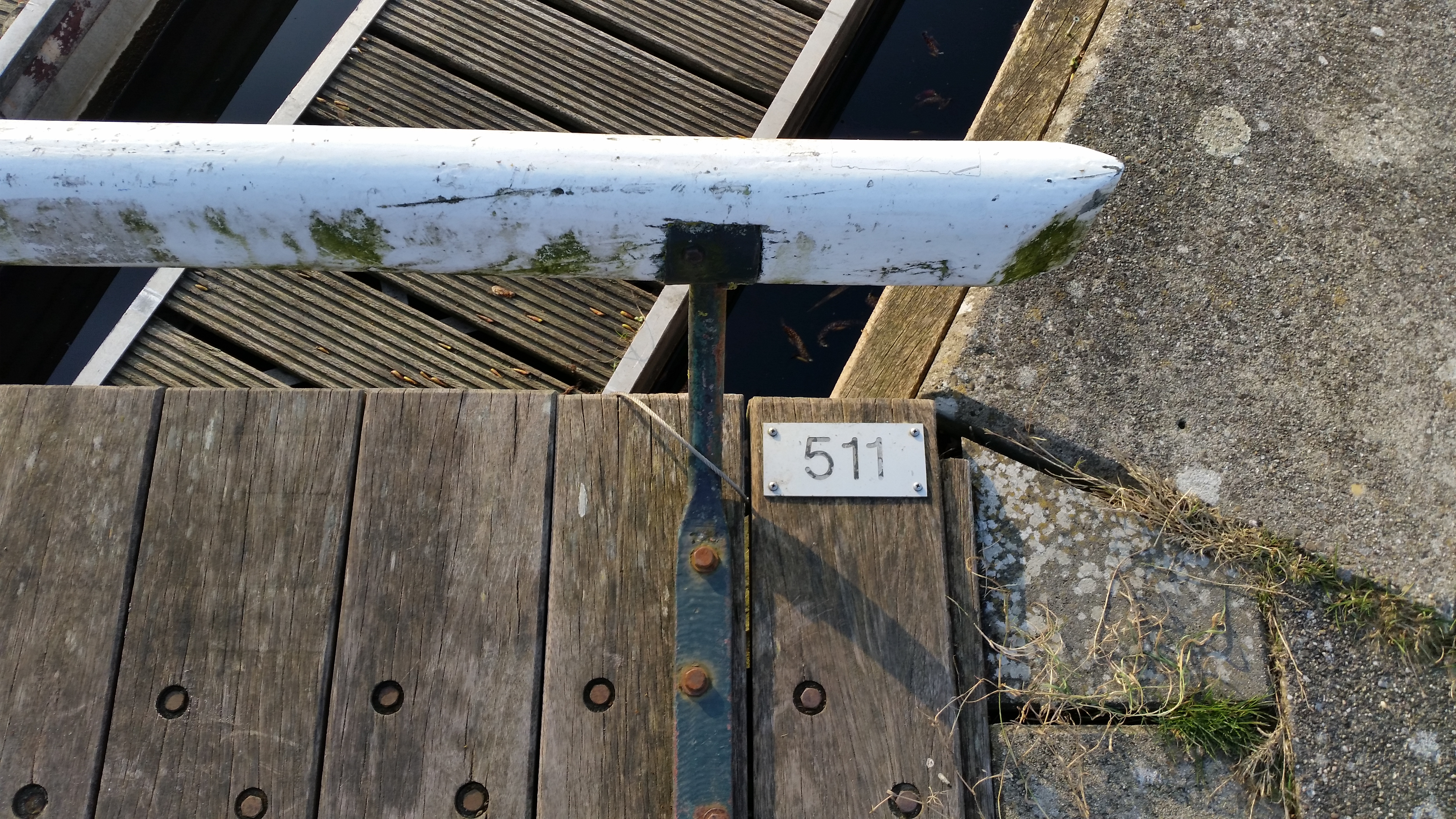
Nummerplaat en detail van leuning van brug 511 (maart 2019)

<<< · 500 · 501 ·  503 · 504 · 505 · 506 · 507 · 508 · 509 · 510 · 511 · 512 · 513 · 514 · 515 · 516 · 517 · 518 · 519 · 520 · 521 · 522 · 523 · 525 · 526 · 527 · 528 · 530 · 531 · 532 · 533 · 534 · 535 · 536 · 537 · 538 · 539 · 540 · 541 · 542 · 543 · 544 · 545 · 546 · 547 · 548 · 549 · 550 · 551 · 552 · 553 · 554 · 555 · 556 · 557 · 558 · 559 · 560 · 561 · 562 · 563 · 564 · 565 · 566 · 567 · 569 · 571 · 572 · 573 · 575 · 577 · 578 · 580 · 581 · 582 · 583 · 584 · 586 · 587 · 589 · 590 · 591 · 592 · 593 · 594 · >>>
Brugnummers 502, 524, 529, 568, 570, 574, 576, 579, 585, 588, 595, 596, 597, 598, 599 zijn niet (meer) vergeven.